# Midlands (Tasmanie)
Pour les articles homonymes, voir Midlands (homonymie).
 (avril 2016).
Si vous disposez d'ouvrages ou d'articles de référence ou si vous connaissez des sites web de qualité traitant du thème abordé ici, merci de compléter l'article en donnant les références utiles à sa vérifiabilité et en les liant à la section « Notes et références ».

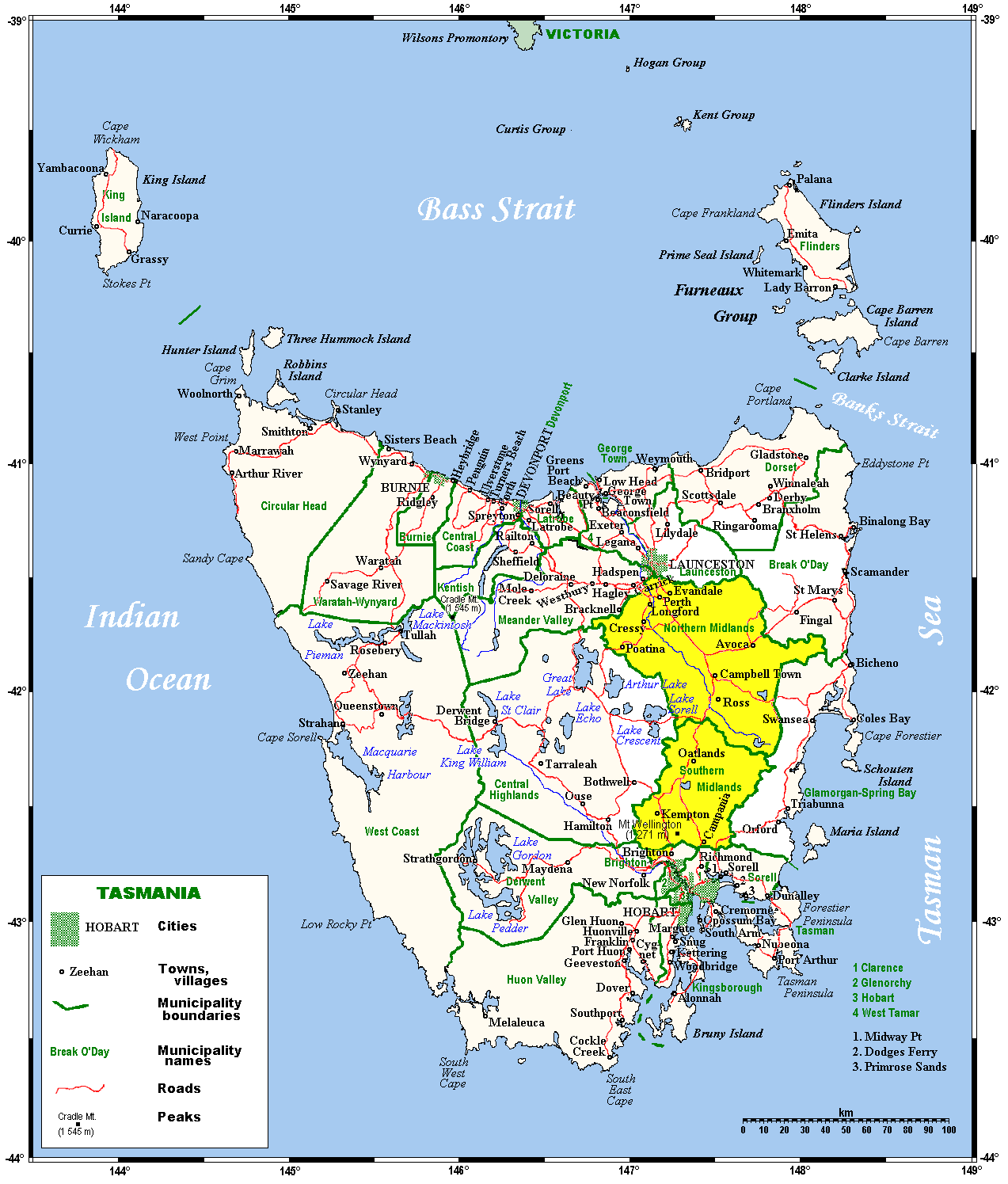
Les Midlands.

Les Midlands forment une région géographique de la Tasmanie en Australie correspondant aux deux zones d'administration locale des Northern Midlands et des Southern Midlands.

## Géographie
C'est une région relativement plate et sèche allant de Hobart à  Launceston, et qui doit d'ailleurs son nom au fait qu'elle occupe la région séparant ces deux villes. Son nom est sans doute aussi influencé par les Midlands au Royaume-Uni. 
Géographiquement, la plus grande partie des Midlands est une plaine drainée principalement par les affluents du Tamar. La végétation naturelle est principalement formée de prairies mais toute la région soit sert de zone de pâturage pour des bovins et des ovins, soit a été défrichée pour être remplacé par des pâturages artificiels. Sur la partie orientale, on trouve des montagnes non glaciaires de granite couvertes en grande partie de forêts sclérophylles, alors qu'à l'ouest se trouvent une région de montagnes en dolérite qui a été largement couverte de glaces durant les périodes glaciaires du Quaternaire et qui maintenant est occupée par un grand nombre de lacs creusés dans des roches très dures, résistant à l'érosion. 
Le climat de la région des Midlands est le plus sec de Tasmanie, avec des précipitations annuelles allant de 450 à 600 millimètres. Les pluies sont réparties uniformément tout au long de l'année et la région est moins sujette à de très fortes précipitations que la côte est de la Tasmanie. Parce que la région n'est pas bordée par la mer, les Midlands ont à la fois les étés les plus chauds et les hivers les plus froids de Tasmanie. En été, les températures maximales moyennes atteignent 24 °C, tandis que la plupart des jours d'hiver connaissent des gelées, parfois sévères. La plus basse température atteinte dans la région est d'environ -12 °C en 1902 lorsque la neige est tombée sur la ville de Hobart. 
En raison de la faible pluviométrie et de la présence de dolérite récemment érodée et donc fertile, les sols de la région sont les plus fertiles de toute la Tasmanie. La plupart d'entre eux sont très proches des Tchernozioms de l'Asie et de l'Amérique du Nord et, par conséquent, la région des Midlands possède de riches pâturages permettant l'élevage intensif de moutons. On peut y cultiver des céréales, mais les étés sont plutôt trop frais pour ce type de culture. 
La région a donné son nom au Conseil du Southern Midlands, du Northern Midlands et à la Midland Highway.

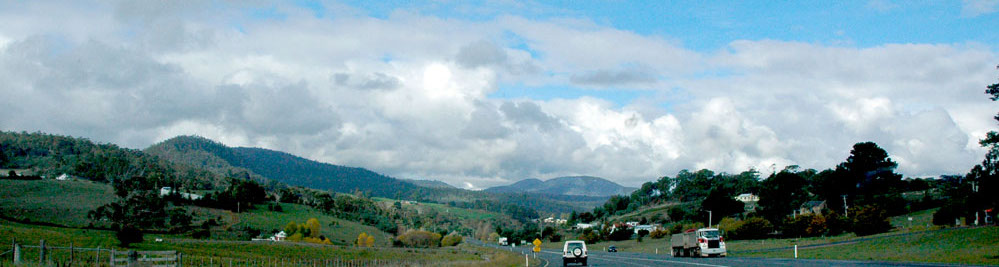
Les Midlands dans la région de Dysart.